# Шафферер, Марко
Марко Шафферер (нем. Marko Schafferer, босн. Marko Šeferer; 4 мая 1984, Инсбрук, Австрия) — боснийский горнолыжник, участник Олимпийских игр 2006 года.

## Биография
На Олимпийских играх в Турине выступал в слаломе и гигантском слаломе.